# إبراهيم شكري
إبراهيم محمود شكري (22 سبتمبر 1916 - 5 أغسطس 2008)، هو سياسي مصري، شغل منصب وزير الزراعة، ومؤسس ورئيس حزب العمل الاشتراكي.

## نشأته
ولد إبراهيم محمود شكري، في 22 سبتمبر عام 1916 في حي الدرب الأحمر في شارع درب الجماميز (المعروف الآن بشارع بور سعيد). ينتمي شكري لأسرة ثرية وعريقة في مدينة شربين محافظة الدقهلية بمصر. والده محمود شكري كان من حملة لقب باشا، والدته زينب واصف. تخرج عام 1939 من كلية الزراعة بجامعة القاهرة.

## حياته السياسية
أثناء دراسته في نوفمبر 1935 أصيب برصاص الإنجليز وذلك خلال مظاهرة للطلبة ضد الاحتلال الإنجليزي. أصبح نائبا في البرلمان عام 1949، حيث كان اشتراكيا في ذلك الوقت.
حصل عام 1977 على وسام الجمهورية من الدرجة الأولى تقديرًا لخدماته ودوره كمحافظ للوادي الجديد، وفي نفس العام حصل على وسام الجمهورية من الدرجة الأولى أيضًا، وذلك بمناسبة مرور 25 عامًا على صدور قانون الإصلاح الزراعي بصفته أول من قدم قانون الإصلاح الزراعي قبل الثورة عام 1950، وشغل منصب وزير الزراعة في حكومة ممدوح سالم عام 1977، وظل في المنصب حتى استقال عام 1978.

### قبل ثورة يوليو 1952
تقدم بمشروع قانون بتحديد الملكية بخمسين فدانا. تم سجنه بسبب مقالة له في جريدة الاشتراكية حيث قال: إننا نرى أن وجودنا في السجون للدفاع عن حرية الشعب، هو أحسن وأفضل من أي نزهة نقضيها على أفخر يخت في العالم. وهو ما اعتبر وقتها تلميحا ليخت الملك فاروق، «فخر البحار»، وحكم عليه بالسجن سبع أشهر بتهمة تحبيذ العيب في الذات الملكية.

### بعد ثورة يوليو 1952
لم يلبث في السجن إلا عدة أسابيع وخرج في 27 يوليو 1952م إثر اندلاع ثورة الضباط الأحرار على الملك فاروق حيث غادر السجن إلى كوبري القبة، حيث قابل وقتها محمد نجيب وجمال عبد الناصر.
انتخب شكري عضوا في مجلس الأمة أكثر من مرة واستمر على نهجه في الدفاع عن الفقراء
- شغل موقع نقيب الزراعيين.
- استلم في 25 سبتمبر 1952م رئاسة حزب مصر الفتاة الاشتراكي، وذلك بعد تنحي أحمد حسين.
- في عام 1972 تم تعينه محافظ الوادي الجديد وقدم استقالته عام 1976م،
- أصبح رئيس لجنة الزراعة في مجلس الشعب
- اختاره أنور السادات وزيرا للزراعة في عهد حكومة ممدوح سالم، وظل في المنصب حتى استقال عام 1978 ليخوض انتخابات مجلس الشعب 1979م تحت مظلة الحزب الجديد حزب العمل الاشتراكي لكنه مُني بالهزيمة (ربما بالتزوير).

## تأسيسهحزب العمل الاشتراكي
كان أنور السادات يحاول تحجيم الأحزاب الماركسية، فقام بالدعوة لقيام الحزب الوطني الديمقراطي ورأى المهندس إبراهيم شكري في هذه المرحلة فرصة لإحياء فكر حركة مصر الفتاة، فقرر التقدم إلى لجنة الأحزاب لإنشاء حزب العمل الاشتراكي.
بالفعل تكلل مسعاه بالنجاح في تشكيل الحزب. من أجل ذلك استقال شكري من منصبه كوزير للزراعة في 1978م وأعلن قيام «حزب العمل الاشتراكي» حيث أعلن برنامج الحزب في 9 سبتمبر 1978.

### برنامجحزب العمل الاشتراكي
تضمن برنامج الحزب:
- خط الدفاع عن الفقراء والمطحونين من أبناء مصر
- تبنى نهجا إسلاميا معتدلا
- التزم بمكانة مصر العربية
- التصدي لمحاولات عزل مصر عن العرب
- وقف بقوة ضد التقارب مع إسرائيل والولايات المتحدة الأمريكية (ومن ذلك معركة حزب العمل ضد محاولات السادات مد مياه النيل لإسرائيل).

### جريدة الشعب
كانت جريدة الشعب الناطقة بلسان حزب العمل الاشتراكي تجمعا وطنيا لكل القوى المحجوبة عن العمل الوطني من جانب السادات ثم مبارك وخاضت الجريدة العديد من المعارك الوطنية ومنها التصدي لعمليات التطبيع مع إسرائيل، فضاق بها نظام مبارك فقرر إغلاقها في مايو عام 2000م، ومنذ إغلاق الجريدة خسرت مصر صوتا وطنيا حقيقيا دافع عن الفقراء والمظلومين.

## حياته الخاصة
تزوج ابنه الدكتور إسماعيل إبراهيم شكري من أخت الدكتور محمد البرادعي وهي الدكتورة منى البرادعي أستاذة الاقتصاد وأنجبوا الدكتور أحمد إسماعيل شكري الذي رشّح نفسه مرتين لمجلس الشعب مرة قبل الثورة والأخرى بعد الثورة وفي المرتين أخفق.

## وفاته
توفي يوم 5 أغسطس 2008م.

## إنظر أيضاً
- حزب العمل الاشتراكي.
- حزب مصر الفتاة
- جريدة الشعب

## وصلات خارجية
- الموقع الرسمي